# 83
Aquesta pàgina és per a l'any. Per al nombre, vegeu vuitanta-tres.

## Esdeveniments
- Comença la construcció dels limes (fronteres amb muralles) per protegir Roma dels germànics.
- Es prohibeix la castració dels esclaus romans.

## Necrològiques
- Consort Liang, consort de l'Emperador Zhang de Han.